# Saint-Michel-de-Llotes
Saint-Michel-de-Llotes – miejscowość i gmina we Francji, w regionie Oksytania, w departamencie Pireneje Wschodnie.
Według danych na rok 1990 gminę zamieszkiwało 219 osób, a gęstość zaludnienia wynosiła 25 osób/km² (wśród 1545 gmin Langwedocji-Roussillon Saint-Michel-de-Llotes plasuje się na 693. miejscu pod względem liczby ludności, natomiast pod względem powierzchni na miejscu 815.).

## Zabytki
Zabytki na terenie gminy posiadające status monument historique:
- dolmen Mas Payrot (Dolmen du Mas Payrot)
- kościół św. Michała de Llotes (Église de Saint-Michel-de-Llotes)

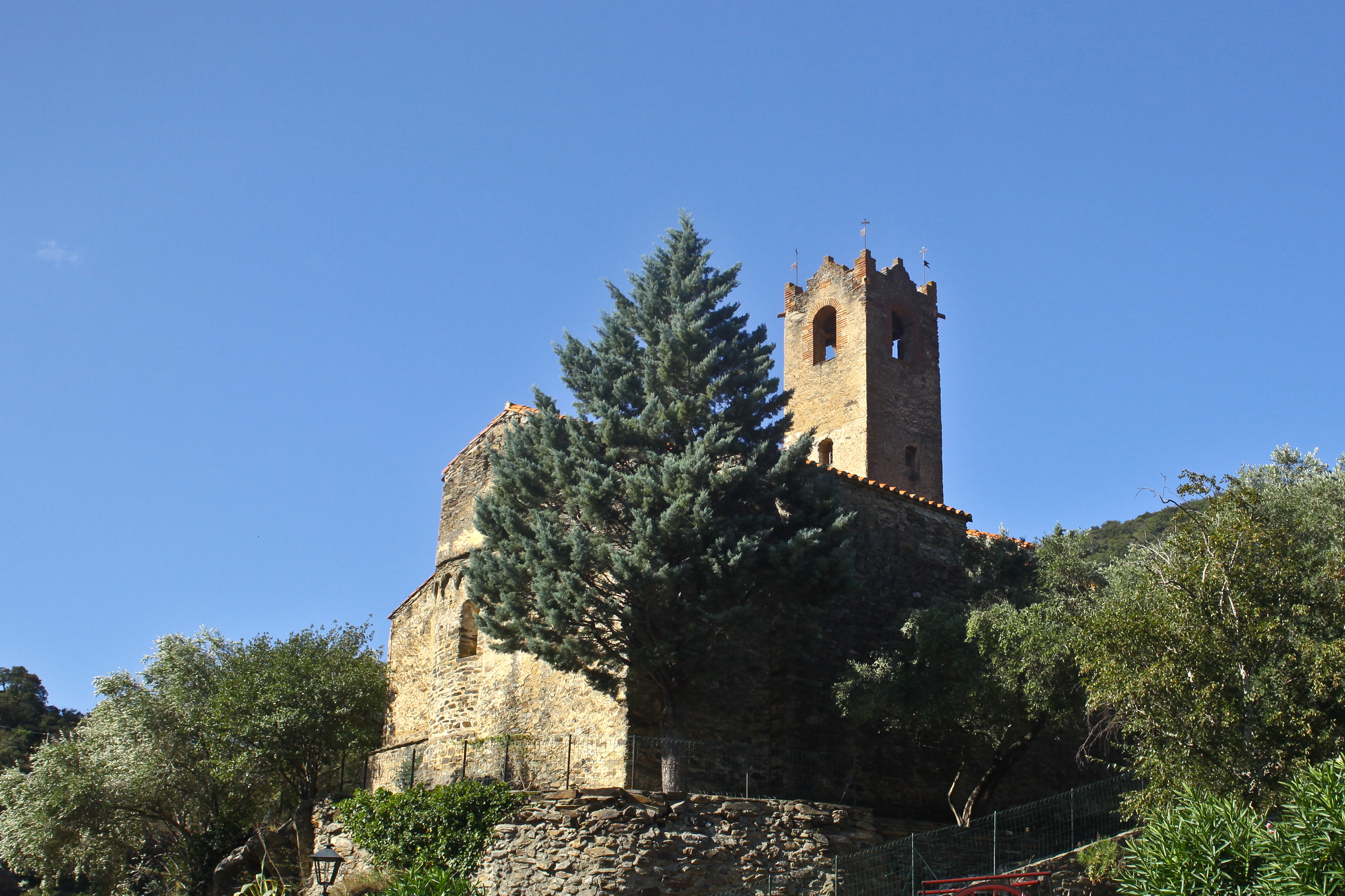
Kościół św. Michała de Llotes (2014)

## Populacja

Populacja Saint-Michel-de-Llotes w latach 1962–2008